# Так, але…
«Так але…» — книга письменника Тараса Прохаська та художниці Олени Придувалової. Видавництва «Meridian Czernowitz», вийшла друком у 2019 році.

## Про книгу
«Тарас Прохасько, який віддавна обіцяє нам написати роман, знову його не написав. Зате написав — у своєму ні з ким не сплутувальному стилі — серію шкіців чи, може, есеїв. Про що? Про одне й те саме: про майбутнє, яке було давно, і про все, що вже є, але не знати, як довго ще буде. Зокрема — про такі прості речі, як балькони й фіранки, світло й каміння, гойдалки й туалети, проходи містом і знімання фільму в Карпатах, формула щастя і фактор впливу, бабінтон і зельбсферштендліх тощо. А також про те, що спати треба уважно, снідати — по-своєму, а дивитися — зміщуючи візир. Так, але не це тут головне. Бо головний тут — тип оповіді, в якому рефлексії стають елементами сюжету й оприявнюються не як написані постфактум, а як проговорені в момент народження. І тому ніякі це не шкіци й не есеї, а оповідання в найстрогішому значенні цього слова» — Олександр Бойченко
"Читаючи книгу, я переглядала папки з роботами різних періодів, проживаючи «свою» історію. Серія «Дороги» — це миттєвості мого шляху, що виникали, мов спалахи, разом із текстами Тараса Прохаська. Ключем до серії «Трапези» стала думка: «Все, що об'єднує нас — це досвід спілкування. Тільки він має значення і залишається в пам'яті» — Олена Придувалова
«Об'єднати однією важливою ідеєю двох творців із різних сфер мистецтва — головне в цій концепції. Шляхом до успіху може бути тільки точне попадання. Збіг поглядів на життя і творчість, глибоке філософське осмислення свого єства як митця і людини — це те головне у діалозі письменника і художниці, що ми бачимо наслідком цього неймовірного союзу» — Тетяна Швед

## Критика
«Невелика за обсягом книжка „Так, але…“ вмістила 34 лаконічні тексти, кожен — приблизно на три сторінки. Тобто, фактично, це формат колонки, з яким вже встигли добре запізнатися українські читачі завдяки Олександру Бойченку, Юрію Андруховичу, Андрію Любці та іншим. Але атмосферу Прохаськової збірки в цьому випадку творить не тільки слово. Книжка вмістила також зо два десятки ілюстрацій у виконанні художниці Олени Придувалової. Вони дуже яскраві і промовисті, навіть дещо по-дитячому безпосередні, що дуже доречно в контексті дитячих спогадів Тараса Прохаська, які теж знайшли своє місце в кількох нарисах» — Ірина Стахурська

## Нагороди
- 2019 — перемога в номінації «Есеїстика» премії «Книга року BBC».[3]
- 2020 — Національна премія України імені Тараса Шевченка[4]